# 체리에이드

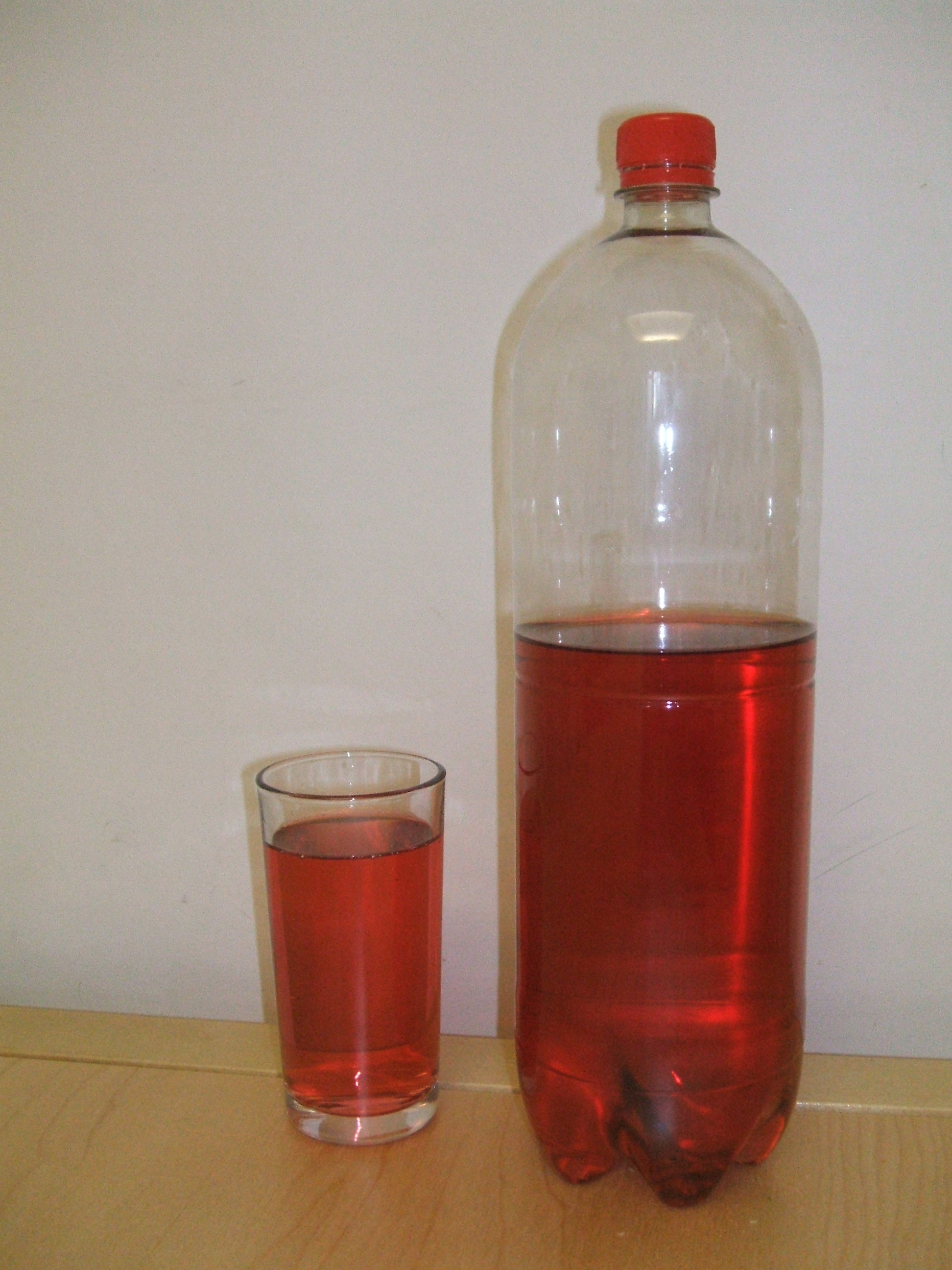
체리에이드

체리에이드(영어: Cherryade)는 체리 주스와 탄산수로 만드는 청량음료이다. 탄산이 들어 있지 않은 것도 있다.
레모네이드의 인기로 인해 생겨났으며, 라임에이드와 진저 맥주와 같은 다른 음료와 함께 19세기에 처음 생산되었다.